# リンゴ売り
「リンゴ売り」（リンゴうり）は、中村中の5枚目のシングル。

## 概要
2007年6月27日に発売された。CDとCD+DVDの2形態が同時リリースされている。
プロモーションとして、渋谷スクランブル交差点の大型3面ビジョンにて6月9日から6月16日まで24時から1時間、鈴木浩介によるプロモーションビデオが流された。
オリコンウィークリーシングルランキングで30位を記録し、2枚目のシングル「友達の詩」以来のトップ30位入り作品となった。また、初動でのトップ30位入りは自身初である。

## 収録曲
1. リンゴ売り
19歳の時に出来た曲。人間の寂しさをテーマに歌詞が書かれ、「私を抱いて下さい」という歌詞のフレーズは2枚目のアルバムのタイトルにもそのまま取られた。
2. 溺れる魚
恋愛への苦悩と自殺をテーマに書かれたバラード。SEの波の音は江ノ島まで出向いて録音したもの。

DVD
1. リンゴ売り [MUSIC CLIP]
2. リンゴ売り (インストゥルメンタル) [MUSIC CLIP]